# Rigor Mortis (Zone Stad)
Rigor Mortis is de 73ste aflevering van VTM's politieserie Zone Stad. De aflevering wordt in Vlaanderen voor het eerst uitgezonden op 18 april 2011.

## Verhaal
Een bestelwagen crasht op de snelweg aan hoge snelheid tegen de auto voor hem. Op het eerste gezicht is het een ongeluk, maar het team van ’Zone Stad’ wordt ter plekke geroepen wanneer het lijk van een onbekende man in het wrak wordt ontdekt. Toms schorsing wordt opgeheven op voorwaarde dat hij bij psychiater Daems langsgaat voor 10 sessies conflict- en agressietherapie. Het lijk van Elise, de vriendin van Maarten De Ryck, wordt gevonden. Zij is op exact dezelfde manier vermoord als de andere 2 slachtoffers van de keldermoordenaar, waardoor De Ryck vrijkomt. Ondertussen gaan Tom en Fien op zoek naar de identiteit van het lijk in de bestelwagen en onderzoeken ze wat De Sutter met de zaak te maken heeft. Hierdoor dreigt Tom de begrafenis van zijn moeder te missen.

## Gastrollen
- Tom Van Landuyt - 'Ruige' Ronny Nijs
- Koen De Graeve - Maarten De Ryck
- Christophe Haddad - Maxim Verbist
- Guido De Craene - Mark Lathouwers
- Tine Van den Brande - Kathy Vanparys
- Heidi De Grauwe - Elise De Meester
- Barbara Sarafian - Inge Daems
- Iwein Segers - Luc Kemzeke
- Marilou Mermans - Directrice UZ
- Werner Van Rillaer - Mario De Sutter
- Luc Nuyens - Dr. Somers
- Marjan De Schutter - Wendy
- Karin Van Hoorick - weduwe Defoer
- Patrick Vervueren - Ray Segers

## Trivia
Dit is de laatste aflevering met Lut Tomsin in de rol van Jeannine Segers.